# Dömen icke
Dömen icke – szwedzki niemy film dramatyczny z 1914 roku w reżyserii Victora Sjöströma.

## Obsada
- Nils Ahrén – Helder
- Greta Almroth – Clara
- Hilda Borgström – Mary
- John Ekman – Albert Smith
- Nils Elffors
- William Larsson – Ruffian
- Richard Lund – Walter Crain
- Jenny Tschernichin-Larsson – Pokojówka